# Heuschrecke 10
De Heuschrecke 10 (Nederlands: Sprinkhaan) was een Duits prototype voor gemechaniseerde artillerie. Het was ontworpen door de firma Krupp-Gruson in 1943-44 en was gebaseerd op de Pz.Kpfw. IV. Later werd de tank gebaseerd op de Geschützwagen IV-chassis, welke ontworpen was voor de Hummel. De officiële naam was 105 mm leichte Feldhaubitze 18/1 L/28 auf Waffenträger Geschützwagen IVb. De productie zou beginnen in februari 1945 in Maagdenburg, maar doordat het einde van de oorlog nabij was werden er geen geproduceerd. Bijzonder was dat de koepel verwijderbaar was.

## Ontwikkeling
In 1939 ontwierp Krupp de Sdkfz. 165/1|Sonderkraftfahrzeug 165/1 (afgekort de Sd.Kfz. 165/1). Deze was heel vergelijkbaar met de Heuschrecke 10, maar had niet het mechanisme om de koepel te verwijderen. Er werden er tweehonderd van besteld, maar er werden toch maar tien prototypes geproduceerd aan het einde van 1942. Deze deden dienst aan het oostfront.
De ontwikkeling van de Heuschrecke begon in 1943. Krupp produceerde drie prototypes, deze kregen de serienummers 582501 tot 582503, en ze kregen de naam Heuschrecke 10/IVb.
De Heuschrecke leek veel op een voertuig dat ontworpen werd door Rheinmetall-Börsig en Alkett, de 105 mm leFH 18/40/2 auf Geschützwagen III/IV, welke gereed was in maart 1944. Dit model had betere specificaties dan het model van Krupp. De productie stond gepland voor oktober 1944, maar door een wijziging van het chassis verschoof de planning naar februari 1945. Er werden echter geen voertuigen meer geproduceerd. Het opperbevel vond dat de productie van de Heuschrecke, de vraag naar normale tanks erg zou vertragen. Heinz Guderian was zeer geïnteresseerd in de Heuschrecke 10, maar hij zag toch wel in dat productie van dit type, de productie van andere tanks te veel zou vertragen. Daarmee werd de ontwikkeling van de Heuschrecke in februari definitief stopgezet.

## Beschrijving
Het bijzondere kenmerk van de koepel was dat deze afneembaar was. Met een mechanisme, gekoppeld aan het chassis kon de koepel verwijderd worden en kon deze op beton of op de grond geplaatst worden. De functie van het voertuig was het vervoeren van het kanon en dat ergens te plaatsen. Het voertuig kon zonder koepel gebruikt worden als een herstelvoertuig of om munitie te vervoeren. In de prototypes werd de 105 mm leFH 18/1 L / 28 gemonteerd. In de productievoertuigen zou de 105 mm leFH 43 L / 28 gemonteerd worden.
De gelaste romp had een pantserdikte van 10–25 mm. Het pantser was afgebogen voor een effectievere bescherming. Er was veel ruimte voor munitie vrijgelaten. De motor die gebruikt werd in het prototype was de twaalf-cilinder Maybach HL90, maar voor de productieversie werd er voor de Maybach twaalf-cilinder HL100 gekozen.
Slechts een van de prototypes heeft de oorlog overleefd. Deze stond eerst tentoongesteld op de Aberdeen Proving Ground. Later is deze verplaatst naar het Field Artillery Museum in Fort Sill, Oklahoma. Daar is het door het museum gerenoveerd.